# Mercurialis reverchonii
Mercurialis reverchonii är en törelväxtart som beskrevs av Georges Rouy. Mercurialis reverchonii ingår i släktet binglar, och familjen törelväxter. Inga underarter finns listade i Catalogue of Life.